# Grafická karta

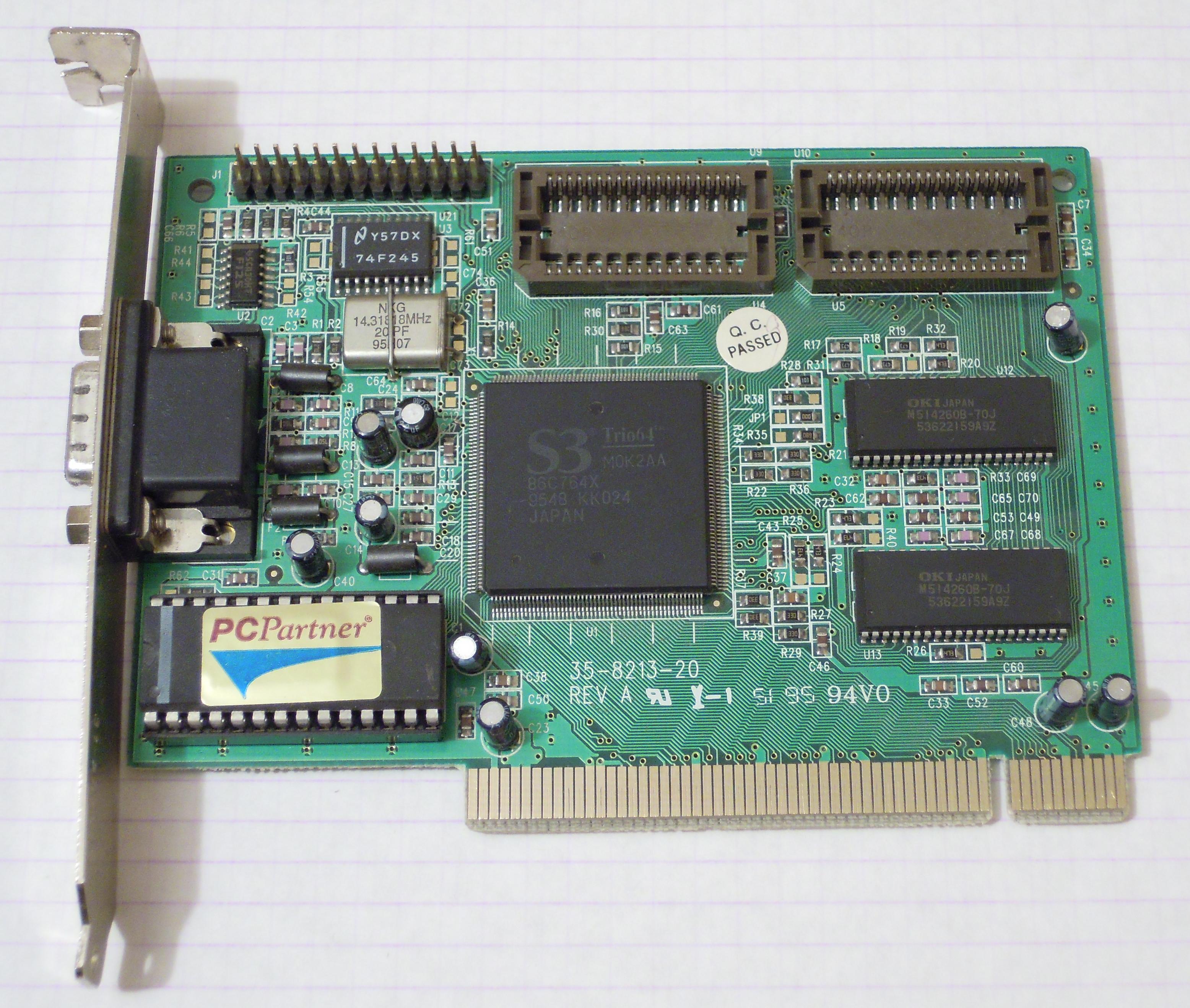
Grafická karta S3 Trio64 z 90. let 20. století

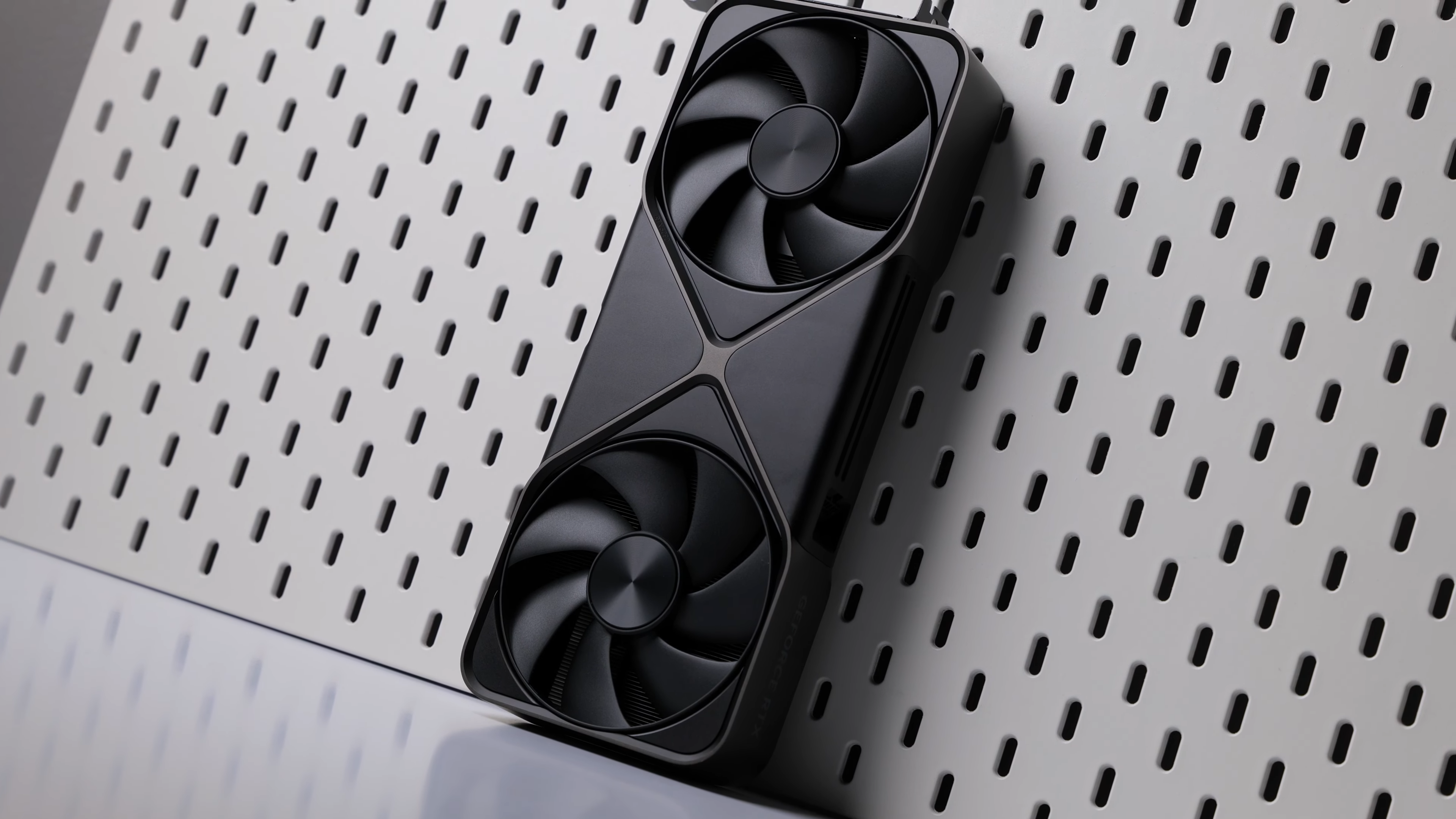
NVIDIA RTX 5090

Grafická karta je v informatice součást počítače, jejímž úkolem je vytvářet grafický výstup na monitoru. Hlavní součástí grafické karty je grafický procesor (GPU), který slouží pro rychlé a efektivní změny obsahu grafické paměti (viz framebuffer) a tím i změny obrazu viditelného na monitoru. Grafická karta může být integrovaná (tj. používá operační paměť počítače, je výrobci prezentována jako levnější) nebo dedikovaná (má vlastní videopaměť a je typicky inzerována jako výkonnější), přičemž nezáleží na tom, zda je grafická karta na vlastní samostatné desce (a vložena do slotu sběrnice). Specifický případ je pak integrace do mikroprocesoru (tzv. APU).

## Stavba karty

### Popis karty
Grafická karta se stará o grafický výstup na monitor, TV obrazovku či jinou zobrazovací jednotku. V případě, že grafická karta obsahuje tzv. VIVO (video-in a video-out), umožňuje naopak i analogový vstup videosignálu např. při ukládání videosouborů z videokamery, videopřehrávačů apod.

### Součástky v grafické kartě
- GPU – grafický procesor. Obsahuje řadič paměti, unifikované shadery, TMU jednotky, ROP jednotky a další. Zpracovává 3D geometrii na 2D obraz, zobrazitelný na zobrazovacím zařízení.
  - Unifikované shadery – moderní náhrada za pixelové jednotky. Jsou programovatelné a díky tomu nemusí počítat pouze zobrazovaná data, ale i výpočty pro vědu a další (GPGPU, viz například OpenCL, DirectCompute, CUDA). V současné době (2014) jde v podstatě o RISC procesory. Shadery AMD (architektura GCN) se dále dělí na skalární (celočíselnou) a vektorovou část (pohyblivou řádovou čárku).
  - Řadič pamětí – stará se o komunikaci mezi grafickou pamětí a GPU. NVIDIA i AMD podporují až GDDR6.
  - TMU jednotky (Texture mapping unit) – mapuje textury na objekty.
  - ROP jednotky (Render Output unit) – zabezpečuje výstup dat z grafické karty.
- Video RAM – počítačová paměť, kde jsou ukládány obrazové informace

| Typ                              | DDR      | DDR2     | DDR3      | GDDR2    | GDDR3     | GDDR4     | GDDR5       |
| Efektivní frekvence paměti (MHz) | 166–950  | 533–1000 | 700–2200  | 700–1000 | 700–2400  | 2000–3600 | 3400–10000  |
| Propustnost (GB/s)               | 5,3–30,4 | 12,8–32  | 22,4–70,4 | 22,4–32  | 22,4–76,8 | 63–115,2  | 108,8–179,2 |

Propustnost je při 256bitové sběrnici. Brát pouze orientačně. Záleží na daném modelu grafické karty.
- Firmware (=BIOS) – základní programové vybavení grafické karty, které je na vlastním paměťovém čipu. Jsou v něm uloženy informace o modelu grafické karty, GPU, taktovací frekvenci GPU a grafické paměti, napětí GPU a další informace.
- RAMDAC – převodník digitálního signálu, se kterým pracuje grafická karta, na analogový, kterému rozumí zobrazovací zařízení (monitor).
- Výstupy:
  - VGA – analogový grafický výstup (používán starými monitory CRT a kompatibilními zařízeními). Možno převést redukcí z digitálního výstupu DVI.
  - DVI – digitální grafický výstup (používaný většinou LCD panelů, projektory a novějšími zobrazovacími zařízeními).
  - S-Video
  - Component video – analogový výstup, používá 3 RCA konektory (Y, CB, CR), konektory jsou na některých projektorech, TV, DVD přehrávačích a dalších.
  - Composite Video – analogový výstup s malým rozlišením, používá RCA konektor
  - HDMI – výstup na zobrazovací zařízení (nejčastěji televizor) s vysokým rozlišením.
  - DisplayPort – digitální grafický výstup ve vysokém nekomprimovaném rozlišení. S konektory DVI ani HDMI není kompatibilní.
  - DB13W3 – analogový výstup používaný v systémech Sun Microsystems, SGI a IBM.

### Výrobci grafických čipů
- NVIDIA – Vývoj grafických čipů, čipsetů a dalších integrovaných obvodů (čipů pro přenosná zařízení).
- AMD – Vývoj grafický čipů, čipsetů a dalších integrovaných obvodů.
- Intel – Grafické čipy od Intelu jsou na základních deskách v podobě IGP provedení, jako součást procesorů, ale od 30.3.2022 se také vyrábí dedikované grafické karty modelové řady Intel Arc.
- VIA Technologies – Vyvíjí levné grafické čipy hlavně pro svoji platformu, ale grafické čipy jsou kompatibilní, takže je možné je použít i u jiných platforem.
- Matrox – Vyvíjí drahé, profesionální grafické karty pro práci s grafikou a úlohami CAD/CAM ve vysokém rozlišení.
- Existují další specificky zaměření výrobci.

## Výstupy z grafické karty
K zobrazení na monitor, projektor atd. je potřeba patřičný konektor, kterým disponuje jak zobrazovací zařízení, tak i grafická karta. Přenos dat může být analogový nebo digitální:

### Analogový přenos

#### VGA
VGA je nejstarším a stále používaným konektorem. Jedná se o konektor analogový a hodil se tedy spíše ke starším CRT monitorům, které zpracovávaly signál analogově. Grafická karta musela původní digitální signál nejprve převést na analogový a ten dále pokračoval do zobrazovacího zařízení (kde je v modernějších monitorech znovu digitalizován). VGA konektor je již v dnešní době zastaralý a výrobci jej nakonec úplně odstranili z nových grafických karet. Slabinou tohoto konektoru bylo maximální rozlišení 2048×1536 pixelů, které bylo na většině monitorů dále omezeno na 1600×1200 pixelů a nemožnost současného přenosu obrazu a zvuku.

### Digitální přenos

#### DVI
Digital Video Interface (DVI) konektor vznikl kvůli potřebě přenášet do monitoru digitální signál, aby novější monitory typu LCD, nemusely převádět analogový signál zpět na digitální (což je problém VGA konektoru).
Běžně se můžeme setkat s dvěma typy konektoru DVI. Prvním je DVI-D, který je čistě digitální a druhým pak DVI-I, který disponuje jak digitálním, tak i analogovým signálem, který může být pomocí jednoduché redukce vyveden do monitoru s klasickým VGA konektorem. Zvláštností je DVI-A, který je pouze analogový. Všechny tři typy se rovněž vyskytují jako single a dual link. Single link je většinou omezený na maximální rozlišení 1920×1200 pixelů, dual pak na 2560×1600 pixelů, avšak potřebuje speciální typ kabelu.

#### HDMI
HDMI konektor je používán zejména pro multimediální zařízení, jako je televizor, DVD a Blu-ray přehrávače, herní konzole apod. Konektor HDMI byl představen v roce 2002 a prošel několika změnami. Současná verze je HDMI 2.1. Výhodou oproti DVI je možnost přenosu až osmi zvukových kanálů spolu s obrazem. HDMI 2.1 podporuje rozlišení až 8K při 60 Hz nebo 4K při 120 Hz, čímž je ideální pro moderní konzole jako PlayStation 5 a Xbox Series X, jakož i pro domácí kina. Díky šířce pásma 48 Gbps v HDMI 2.1 lze přenášet obraz a zvuk ve vysokých detailech bez komprese.

#### Display port
Nejnovějším konektorem je takzvaný DisplayPort, který byl představen roku 2009. Je navržen tak, aby nahradil digitální (DVI) i analogové (VGA) konektory v monitorech počítačů stejně jako v grafických kartách. Má všechny funkce HDMI, ale nepředpokládá se, že by měl HDMI nahradit v oblasti domácí spotřební elektroniky, protože je určen spíše pro kancelářské a IT využití. Moderní verze, jako DisplayPort 1.4 a 2.0, poskytují vyšší šířku pásma v porovnání s HDMI, což umožňuje rozlišení až 8K při 60 Hz a 4K při 240 Hz. 

## Chlazení grafické karty

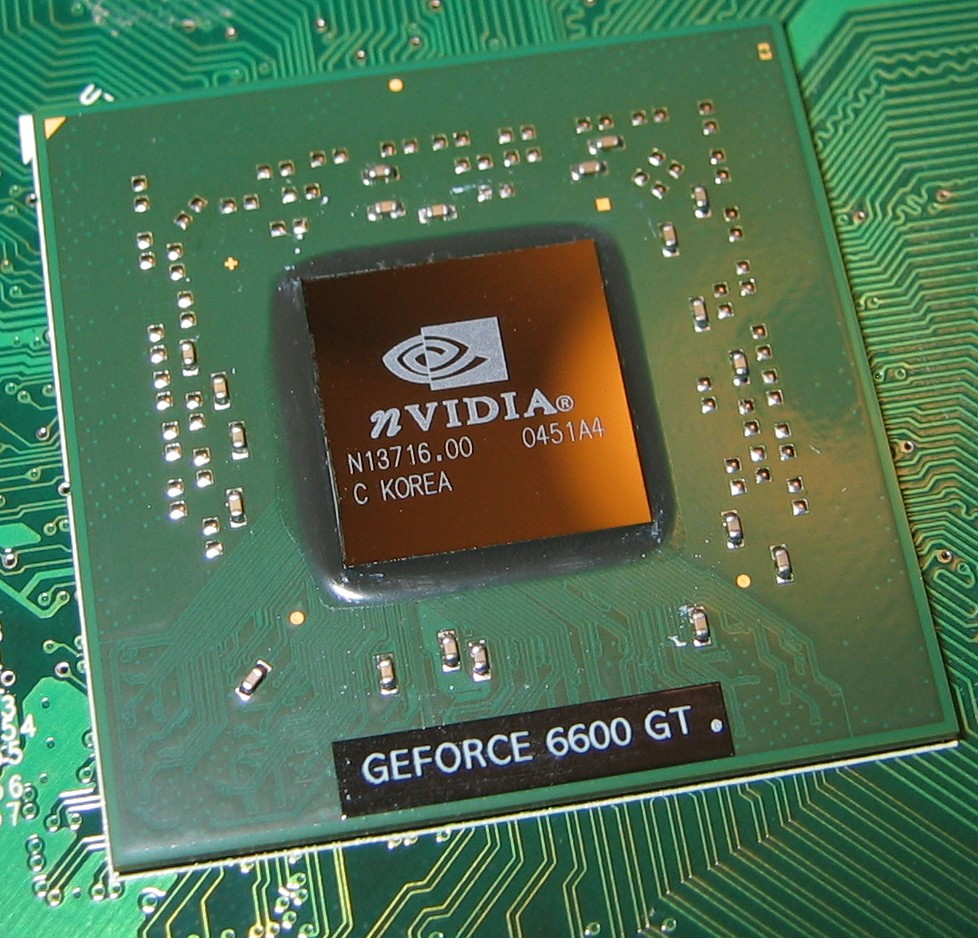
Nvidia Geforce 6600 GT

### Vzduchové chlazení
Na vzduchové chlazení grafické karty se používá buď pasivní kovový chladič, nebo se přidává ventilátor. Případně se používá v kombinaci s heatpipes ke zvýšení chladicí účinnosti.

### Vodní chlazení
Vodní chlazení se většinou používá pouze u nejvýkonnějších grafických karet, které produkují největší odpadní teplo a to jenom jako TOP edice. Slouží ke snížení teploty a hlučnosti a používá se zejména, pokud je celý počítač chlazen vodním chlazením.

### Problémy s chlazením
Referenční chladiče jsou v 95 % dostatečné na uchlazení grafické karty (GPU). Problém vzniká při kombinaci pasivního chlazení a nedostatečného větrání skříně nebo prachu na pasivních částech a znemožnění proudění vzduchu (částečné nebo úplné).
Problémy ale vznikají také při výměně chlazení a nesprávném odhadu teploty GPU, paměťových čipů, napájecích obvodů, případně ještě jiné součástky na grafické kartě (tzv. poddimenzované chlazení). K tomu většinou dojde při výměně aktivního chlazení za pasivní, většinou za účelem snížení hlučnosti. Proto je dobré se informovat (výrobce, prodejce, internet,...), o množství ztrátového tepla, kartou vyzářeném a podle toho zvolit adekvátní způsob chlazení.

## Omezení grafické karty
Grafická karta je limitována:
- Návrh grafické karty – Grafické karty jsou roztříděny do řad (nižší, střední, vyšší, HIGH-END) a na tom závisí jejich výkon.
  - PCB – Stabilitu ovlivňují použité součástky a chladič.
- Výkonem CPU – Podle výkonu grafiky je potřeba výkonné CPU, aby byla schopna dodat potřebná data.
  - Výkonné grafické karty postavené na 2 a více GPU potřebují pro plný výkon buďto vysoko taktovaný dvoujádrový CPU (2,8 GHz a výš) nebo vysoko taktovaný čtyřjádrový CPU (2,5 GHz a výš), třeba u Radeon HD4870 X2 se projeví výkon čtyřjádrového CPU až na 3 GHz.
- Velikostí a frekvenci operační paměti – Načíst data z paměti trvá podstatně kratší dobu než z HDD.
  - A současně si může do ní přistupovat pro data, ale naopak to nejde.
- Rychlostí slotu – To se projevuje hlavně při CF nebo SLI u PCI-Express slotu 1.1, kde při zapojení 16 × 16 linek nestačí přenosová rychlost.
- Ovladače – starají se o to, aby grafická karta pracovala na plný výkon. bývají často nedoladěné, problémy řeší až novější verze.
- Zdroj – Pokud máte slabý zdroj, nemusí dodat dostatek elektrické energie počítači a díky tomu se PC chová nestabilně a nepodává maximální možný výkon.
- Nedostatečné chlazení – Pokud máte na grafické kartě nedostatečné chlazení, může dojít k přehřátí pamětí, napájecích obvodů nebo dalších součástí. Moderní grafický čip má ochranu proti přehřátí, jako CPU, která při dosažení určité teploty přepne kartu do 2D režimu.
- Software – V současné době je nejlepším příkladem software Mantle (oproti OpenGL a zejména DirectX), při jehož použití dochází k odlehčení CPU a/nebo řádovému zvýšení výkonu[3][4][5].

## Historie
První grafická karta byla vyvinuta firmou IBM pro IBM PC v roce 1981. Jednalo se o MDA (Monochrome Display Adapter), který uměl pracovat pouze v textovém režimu.
Původní 3D akcelerátor byl vyráběn na desce, která byla spojena s normální grafickou kartou.
Jedním z největších představitelů grafických karet byla karta Hercules Graphics Adapter (HGC). Ta s sebou přinesla i další možnosti v rozlišení, kdy se v jednobarevných obrázcích hodnota rozlišení zvedla z doposud maximálních 80 × 25 znaků na vysoce kvalitních 720×348 pixelů.
Pravou revoluci mezi 3D akcelerátory způsobila společnost 3dfx v roce 1996 vydáním karty Voodoo. Zprvu společnost nebyla schopna najít někoho, kdo by podporoval její API Glide nebo vyrobil karty. Karta však neměla podporu 2D grafiky a byla zapojována pouze jako přídavný 3D akcelerátor. Následovníkem byla karta Voodoo Rush, která již 2D grafiku podporovala stejně jako všechny následující karty. Dalším revolučním počinem byla karta Voodoo2, první karta podporující zapojení SLI, tedy propojení více stejných karet pro zvýšení výkonu, které se stále využívá. Velmi úspěšná byla karta Voodoo Banshee a Voodoo 3, díky své nízké ceně a „plné samostatnosti”. Finanční tíseň donutila 3DFX předčasně vydat vícečipovou kartu Voodoo 5 se dvěma a čtyřmi čipy VSA-100, která však byla velmi drahá kvůli rychlým SDR pamětem a později levnější jednočipovou variantu Voodoo 4. Nakonec ale společnost 3DFX pohltily její finanční problémy a fakt že její karty nedisponovaly podporou T&L což bylo ve své době naprosto bezvýznamné, dokud nevyšel 3D mark 2000, který kartám s podporou T&L uděloval velmi vysoké hodnocení a tak mnohem horší karty s touto téměř nevyužívanou funkcí měly ve výsledku mnohem lepší výsledky než karty bez ní. To již bylo na 3DFX příliš a tak byla v roce 2000 odkoupena společností NVIDIA.
O pár let později jsou na trhu již velice výkonné grafické adaptéry, které bez problému zvládají i rozlišení 3200×2400 pixelů při barevné hloubce 32 bitů (tak vysoké hodnoty však ještě nedokáže zobrazit jeden monitor). Hlavní výrobci těchto grafických karet jsou firmy ATI (koupena společností AMD v roce 2006) a nVidia a v oblasti integrovaných grafických karet především Intel. Firma ATI svou řadu grafických karet pojmenovala Radeon, firma nVidia GeForce. V polovině roku 2006 byly na světovém trhu vládci v oboru grafických karet grafické čipy nVidia 7900 GTX (která již podporovala SLI) od firmy nVidia a grafický čip Radeon X1900 XTX od firmy ATI. V roce 2007 má obrovský náskok nVidia, díky svojí sérii GeForce8, podporující DirectX 10, kdy první dvě karty 8800GTX/GTS vyšly už na podzim 2006. Během května 2007 se na trhu objevila nová vlajková loď nVidie – 8800 Ultra, nejvýkonnější karta ze série GeForce8. AMD vdala Radeon HD 2900 XT. Dle očekávání není verze 2900 XT výkonnější než starší 8800GTX od nVidie. Další výrobci, jako je např. Matrox, Kyro, S3/Via, Rendition, SIS, Trident, XGI zaujímají pouze minoritní část trhu, nebo se soustředí na specifické grafické požadavky. Zaměřují se (např. Matrox) na profesionální oblast trhu (zpracování videa a CAD programy). Jedním z důvodů, proč se mezi velkými výrobci grafických karet nemohou objevit nové společnosti a ani není možný návrat v minulosti velkých výrobců, jsou ovladače grafických karet, které musí řešit veškeré chyby se kterými jsou vydávány nové hry, a nově vstoupivší společnost nemůže mít dostatek lidských zdrojů a financí na to, aby tyto chyby ve hrách v ovladačích svých grafických karet řešila.
Po vydání řady HD3000 od AMD dorovnala poměr výkon/cena s NVIDIÍ, ale už nikdy nevydala HIGH-END jádro. Používá 2 GPU na 1 PCB pro dosažení vyššího výkonu (využití CF technologie). NVIDIA při vydání 8800GT ohrožuje trh, je velmi prodávaná a má v tu dobu jeden z nejlepších poměrů výkon/cena. Dokonce ohrozí i HIGH-END, při použití SLI má vyšší výkon než nejvýkonnější grafiky. Následuje vydání řady HD4000 od AMD. Díky zvýšení výkonu se může s NVIDIÍ měřit ve všech segmentech. NVIDIA odpoví vydáním řady GTX 200, která má vysoký výkon, ale přesto model GTX280 neporazí 9800GX2, přestože cenou se mu vyrovná. V Q3 2008 vydává NVIDIA grafiky na 55 nm a ohrožuje AMD, díky vyšším frekvencím a menší spotřebě. V roce 2009 ohlásila AMD vydání RV740 (HD47x0) na 40 nm a RV790 (výkonnější RV770) stále na 55 nm. NVIDIA přejmenovává 9800GTX+ na GTS250 se změnou PCB karty a ohlašuje vydání GTX275.
V roce 2012 AMD vydalo grafiky s jádrem GCN (Graphics Core Next) v sérii HD7000. Nejvyšší model z této série, HD7790 ale používal už jádro GCN2. HD7970 je dodnes známá jako velmi dobrá grafika i po téměř deseti letech.
Mezi lety 2013 až 2016 Nvidia má lepší výkon než AMD u high-end grafik. V roce 2017 ale vychází RX580 - tato grafická karta má v dnešní době skvělý poměr cena-výkon. Tato karta se (spolu s procesory AMD Ryzen) symbolem návratu AMD
V roce 2016 vychází GeForce série 10 "Pascal" - GTX 1060 z této série je dodnes jednou z nejvíce používaných grafik.
Nvidia si v roce 2021 stále drží high-end segment se svojí řadou 30 "Ampere" , ale AMD začíná opět konkurovat s RDNA2. I když tyto grafické karty mají velmi lákavou doporučenou cenu, tak kvůli globálnímu nedostatku polovodičových komponentů a zvýšené ceně kryptoměn se prodávají za 150-200 % své doporučené ceny
Nvidia značí vyšší modely stejného typu koncovkou "Ti" za číselným označením, AMD používá koncovku "XT"
| Výkonnostní třída   | GeForce řada 30 "Ampere"                                                | Radeon řada 6000 (RDNA2)                |
| ------------------- | ----------------------------------------------------------------------- | --------------------------------------- |
| Nejvyšší třída      | RTX 3090                                                                | RX 6900XT                               |
| Nejvyšší třída      | RTX 3080Ti                                                              | RX 6800XT                               |
| High-End            | RTX 3080                                                                | RX 6800                                 |
| Vyšší třída         | RTX 3070Ti                                                              |                                         |
| Vyšší střední třída | RTX3070                                                                 | RX 6700XT                               |
| Střední třída       | RTX3060Ti                                                               | RX6700 (spekulace + uniklé informace)   |
| Střední třída       | RTX3060                                                                 | RX6600XT (spekulace + uniklé informace) |
| Nižší střední třída | RTX3050Ti (spekulace o desktopové verzi, mobilní verze je již dostupná) | RX6600 (spekulace + uniklé informace)   |

## SběrniceIBM PC
- PC-BUS
- ISA – univerzální 16bitová sběrnice
- ISA, AT-BUS – takřka stejná specifikace univerzální 16bitové sběrnice 4,77 MHz (max. 9,6 MB/s), 8 MHz (max. 16 MB/s), 10 MHz (max. 20 MB/s), 12 MHz (max. 24 MB/s) a 16 MHz (max. 32 MB/s)
- MCA – proprietární 16bitová nebo 32bitová sběrnice
- EISA – 32bitová sběrnice zpětně kompatibilní se sběrnicí ISA
- VESA
- VLB – 32bitové rozšíření ke sběrnici ISA, především pro videokarty
- PCI – univerzální 32bitová sběrnice, 33 MHz (max. 132 MB/s), 66 MHz (max. 264 MB/s), 133 MHz (max. 532 MB/s)
- PCI64 – univerzální 64bitová sběrnice, 33 MHz (max. 264 MB/s), 66 MHz (max. 532 MB/s), 133 MHz (max. 1066 MB/s)
- AGP – pouze na videokarty
- PCI-Express – dnes nejpoužívanější, univerzální sběrnice, ve verzi 16x se používají většinou pouze pro grafiky, ostatním kartám (zvukové, síťové a další) stačí nižší 8×, 4×, 1× provedení slotu.

## Grafické módy (PC)

### Starší
|                | Rok  | Text mód | Grafický mód | Barev  | Paměť  |
| -------------- | ---- | -------- | ------------ | ------ | ------ |
| MDA            | 1981 | 80*25    | -            | 2      | 4 KB   |
| CGA            | 1981 | 80*25    | 640*200      | 4      | 16 KB  |
| HGC (Hercules) | 1982 | 80*25    | 720*348      | 2      | 64 KB  |
| EGA            | 1984 | 80*25    | 640*350      | 16     | 256 KB |
| EGC            | 1984 | 80*25    | 640*400      | 16     |        |
| IBM 8514       | 1987 | 80*25    | 1024*768     | 256    |        |
| MCGA           | 1987 | 80*25    | 320*200      | 256    |        |
| VGA            | 1987 | 80*25    | 640*480      | 256    | 256 KB |
| SVGA           | 1989 | 80*25    | 800*600      | 256    | 512 KB |
| XGA            | 1990 | 80*25    | 1024*768     | 65,536 | 2 MB   |

### Novější

#### Poměr stran 4: 3
- XGA 1024 × 768
- SXGA− 1280 × 960
- SXGA+ 1400 × 1050
- UXGA 1600 × 1200
- QXGA 2048 × 1536
- QSXGA+ 2800 × 2100
- QUXGA 3200 × 2400

#### Poměr stran 5: 4
- SXGA 1280 × 1024
- QSXGA 2560 × 2048
- SINS 3200 × 2560

#### Poměr stran 8: 5 (16: 10)
- WXGA 1280 × 800
- WXGA+ 1440 × 900
- WSXGA+ 1680 × 1050
- WUXGA 1920 × 1200
- WQXGA 2560 × 1600

#### Poměr stran 16: 9
- WVGA 854 × 480
- HD 720 1280 × 720
- WXGA 1366 × 768
- WXGA++ 1600 × 900
- HD 1080 1920 × 1080 (full HD)
- QFHD 3840 × 2160 (4K ultra HD)
- QFHD 3840 × 1382 (4k Ultra HD, 25:9)
- QUHD 7680 × 4320 (8K ultra HD)